# Barrama
Barrama là một chi bướm đêm thuộc họ Geometridae.